# Elsa-Brita Nordlund
Elsa-Brita Nordlund, född 29 april 1903 i Katarina församling i Stockholm, död 16 april 1987 i samma församling, var en svensk barnpsykiater. Hon var dotter till Karl Nordlund.
Efter studentexamen i Stockholm 1922 blev Nordlund medicine kandidat vid Karolinska institutet 1928, studerade barnpsykiatri i Wien 1929–30 och var periodvis 1933–34 och 1940–46 t.f. läkare vid det av Alice Hellström drivna Mellansjö skolhem för psykopatiska barn i Täby. 
Efter att ha blivit medicine licentiat vid Karolinska institutet 1938 var Nordlund förordnad vid Beckomberga sjukhus 1938–40, skolläkare och timlärare vid Höglandsskolan i Stockholm 1940–44, förordnad vid Serafimerlasarettets nervklinik och neurologiska klinik 1941–43 och volontärassistent vid pediatriska kliniken vid Norrtulls sjukhus 1943–44. 
Nordlund var ledamot av sexualundervisningskommittén 1943–46, biträdande läkare vid Stockholms stads rådgivningsbyrå för uppfostringsfrågor 1944–47, t.f. vikarierande underläkare vid pediatriska kliniken vid Norrtulls sjukhus 1944, poliklinisk amanuens där 1944–46, ledamot av strafflagsberedningen 1944–56, ordförande i styrelsen för Viggbyholmsskolan i Täby 1945, ledamot av Stockholms stads permanenta abortkommitté 1946, läkare vid Norrtulls sjukhus rådgivningsbyrå och vid dess barnpsykiatriska avdelning 1946, överläkare där 1950 och vid Karolinska sjukhusets barnpsykiatriska avdelning 1952–69. 
Nordlund var föredragande inom Medicinalstyrelsen och Socialstyrelsen 1961–73 och blev medicine hedersdoktor vid Karolinska institutet 1969.